# 許特河
48°33′33.63″N 7°51′19.89″E / 48.5593417°N 7.8555250°E
許特河是德國的河流，位於巴登－符騰堡州，屬於金齊希河的左支流，河道全長55公里，發源自黑森林，流經塞爾巴赫和拉爾，河口處在凱爾。